# Aiguebelle
Aiguebelle foi uma comuna francesa na região administrativa de Auvérnia-Ródano-Alpes, no departamento da Saboia. Estendia-se por uma área de 3,85 km². Em 2010 a comuna tinha 1 154 habitantes (densidade: 3 hab./km²).
Em 1 de janeiro de 2019, foi incorporada à nova comuna de Val-d'Arc.